# Rafael Pereira da Silva
Rafael Pereira da Silva, född 9 juli 1990 i Petrópolis, Rio de Janeiro är en brasiliansk fotbollsspelare som spelar för Botafogo.
Hans tvillingbror, Fábio, är också fotbollsspelare. 

## Klubbkarriär
Rafaels fotbollskarriär började i Fluminense.
Rafael och hans bror Fábio upptäcktes av United redan 2005 under en ungdomsturnering i Hongkong. I januari 2008 anslöt Rafael till Uniteds a-trupp. Den 17 augusti gjorde han Premier League-debut i matchen Manchester United–Newcastle United på Old Trafford. Rafael gjorde sitt första Premier League-mål mot Arsenal den 8 november 2008. Rafael gjorde sitt första mål på Old Trafford för Manchester United den 30 december 2009 i hemmamatchen mot Wigan Athletic. Matchen slutade 5–0, och da Silva gjorde 3–0-målet i 45 minuten.
Den 3 augusti 2015 blev det klart att Rafael själv såldes till franska Lyon, och signerade ett fyra-års kontrakt med klubben.
Den 8 september 2020 värvades Rafael av İstanbul Başakşehir, där han skrev på ett tvåårskontrakt.

## Landslagskarriär
År 2007 representerade Rafael Brasiliens U17-landslag i FIFA U-17 World Cup.
Rafael gjorde debut i Brasiliens landslag den 26 maj 2012 då han kom in som avbytare i en vänskapsmatch mot Danmark.